# Listy do M. 2
Listy do M. 2 – polska komedia romantyczna z 2015 roku w reżyserii Macieja Dejczera. Film jest kontynuacją filmu Mitji Okorna Listy do M. z 2011 roku.

## Fabuła
Film jest kontynuacją losów głównych bohaterów z pierwszej części. Członkowie pięciu rodzin w dzień Bożego Narodzenia przeżywają trudne sytuacje, które stopniowo i w różny sposób rozwiązują się. Miłość Doris i Mikołaja kwitnie, lecz on nie może zdecydować się na oświadczyny. W celu ratowania sytuacji Kostek obmyśla plan z pierścionkiem zaręczynowym. Karina zostaje pisarką, a Szczepan taksówkarzem, jednak ich małżeństwo nie wytrzymuje próby czasu. Po rozwodzie ich drogi nadal się krzyżują, a ich córka poznaje nowego chłopaka.
Małgorzacie i Wojtkowi udało się zaadoptować Tosię, jednak tuż przed Świętami u Małgorzaty pojawiają się problemy zdrowotne. Związek Betty i Melchiora nie wytrzymuje długo, lecz kobieta poznaje biznesmena Karola, który ma być odpowiedniejszy dla jej syna. W Agencji Mikołajów jak zawsze przed Świętami duży ruch. W zarządzaniu agencją Wladiemu pomaga „Larwa”.

## Obsada
- Maciej Stuhr jako Mikołaj Konieczny
- Roma Gąsiorowska jako Doris
- Tomasz Karolak jako Melchior „Mel Gibson”, ojciec Kazika
- Agnieszka Dygant jako Karina Lisiecka, żona Szczepana
- Piotr Adamczyk jako Szczepan Lisiecki, mąż Kariny
- Agnieszka Wagner jako Małgorzata, żona Wojciecha
- Wojciech Malajkat jako Wojciech, mąż Małgorzaty
- Paweł Małaszyński jako Wladi, kierownik Agencji Mikołajów
- Marcin Stec jako Tomek, chłopak Wladiego
- Katarzyna Zielińska jako Betty, siostra Małgorzaty, matka Kazika
- Katarzyna Bujakiewicz jako „Larwa”, przyjaciółka Doris
- Jakub Jankiewicz jako Kostek Konieczny, syn Mikołaja
- Ariana Kupczyński jako Wiktoria, dziewczyna Kostka
- Julia Wróblewska jako Tosia, adoptowana córka Małgorzaty i Wojciecha
- Anna Matysiak jako Majka, córka Kariny i Szczepana
- Maciej Zakościelny jako muzyk Redo
- Jan Sączek jako Antoś
- Małgorzata Kożuchowska jako matka Antosia
- Jan Cięciara jako Kuba, starszy brat Antosia
- Marcin Perchuć jako Karol, partner Betty
- Magdalena Lamparska jako Magda, pracowniczka Agencji Mikołajów
- Nikodem Rozbicki jako Sebastian, chłopak Majki
- Marta Żmuda Trzebiatowska jako Monika, dziewczyna Redo
- Mateusz Winek jako Kazik, syn Betty i Melchiora
- Waldemar Błaszczyk jako ojciec Antosia
- Katarzyna Chrzanowska jako matka Magdy
- Sławomir Holland jako ojciec Magdy
- Małgorzata Pieczyńska jako matka Moniki
- Krzysztof Stelmaszyk jako ojciec Moniki
- Piotr Głowacki jako przechodzień

Źródło:.